# Heckler & Koch PSG1
PSG-1 (нім. PräzisionsScharfschützenGewehr, «точна снайперська гвинтівка») — самозарядна снайперська гвинтівка, розроблена німецькою компанією Heckler & Koch з Оберндорф-ам-Неккар.

## Історія моделі
Гвинтівка PSG-1 була розроблена як відповідь на теракт у Мюнхені, що відбувся на Літніх Олімпійських іграх 1972 року. Тоді західнонімецьким поліцейським не вдалося ліквідувати терористів достатньо швидко, щоб не допустити вбивства заручників.
Компанія «Хеклер і Кох» тоді отримала завдання створити напівавтоматичну гвинтівку високої точності і з магазином великої ємності.
Ґрунтовно допрацювавши HK G3A3 ZF, «Хеклер і Кох» в середині 80-х років випустила 7,62-мм самозарядну снайперську гвинтівку PSG-1, яка застосовується в основному поліцією та підрозділами спеціального призначення.

## Конструкція
Гвинтівка розрахована під патрон 7,62×51mm NATO або «.308 Вінчестер» і зберегла систему автоматики, систему уповільнення і загальне компонування базового зразка. Довжина ствола збільшена до 650 мм, тобто на 200 мм. Новий ствол має полігональну нарізку, поліпшує балістичні якості і підвищують живучість ствола. Збільшена дерев'яна цівка кріпиться тільки на ствольну коробку, не маючи контакту зі стволом, ствол позбавлений кронштейна для багнета-ножа і полум'ягасника — це забезпечило сталість його коливань і підвищило точність стрільби.
Вузли автоматики доопрацьовані з тим, щоб зменшити шум при їх роботі. Ударно-спусковий механізм допускає ведення тільки одиночного вогню. Зусилля спуску — близько 1,5 кг. Ширина спускового гачка і зусилля можуть змінюватися за допомогою укріпленої на гачку ковзної накладки. Довжина приклада може регулюватися за допомогою гумових накладок. Для кращого балансування до пістолетної рукоятці напівортопедичної форми кріпиться змінний тягарець. На цівці можуть кріпитися складні сошки. Змінний коробчастий магазин — штатний на 20 набоїв або спеціальний на 5 набоїв.
На гвинтівку встановлюється оптичний приціл 6-кратного збільшення (6х42 «Хенсолт») з підсвічуванням сітки, полем зору 42 градуси, що забезпечує ефективну стрільбу на дальності 100—600 м. Регулювання по горизонталі й вертикалі здійснюються за допомогою рухомого окуляра; є шість установок на дальності від 100 до 600 м, а також точне регулювання для компенсації кута зсуву встановленого прицілу. Додаткового відкритого прицілу гвинтівка, як правило, не має. Гвинтівка має підвищену точністю стрільби. Компанія стверджує, що розкид куль становить 80 мм і менше (п'ять серій по 10 пострілів спортивними патронами .308 «Вінчестер»).

## Модифікації
7,62-мм модель HK MSG90 з важким стволом, пластиковим цівкою, складними сошками і звичайним магазином використовується карабінерами в Італії. Як «спортивна» на комерційний ринок поставляється модифікація SR-9 (T).

## Оператори
- Аргентина
- Бразилія: використовується Бразильської армією, військовою поліцією, Бразильської федеральною поліцією.
- Єгипет
- Німеччина: використовується тільки деякими спецпідрозділами поліції.
- Індія: використовується Національної Гвардією та іншими спеціальними силами.
- Італія: використовується GIS і NOCS.
- Японія
- Латвія
- Литва
- Малайзія
- Мексика: виробництво MSG-90 за ліцензією.
- Нідерланди
- Норвегія
- Пакистан
- Польща
- Філіппіни: MSG-90 використовує Філіппінська Національна Поліція.
- Румунія
- Сінгапур
- Південна Корея
- Сербія
- Таїланд
- Велика Британія
- США
- Уругвай
- Венесуела
- Росія Були помічені 9 травня 2010 у снайперів в Кремлі.

## Комп'ютерні ігри
- Reservoir dogs: зустрічається в двох місіях — на заправці (перша будівля, другий поверх) та у місії з охоронюваним підвалом (гвинтівка знаходиться в самому підвалі). В обох випадках варіант з 5 набійним магазином

- Counter-Strike: Source: якщо встановити мод, то гвинтівка G3sg1 буде замінена на гвинтівку PSG-1, c 20 набійним магазином

- Call of Duty: Black Ops: 5 набійний варіант

- Metal Gear: Використовується головним персонажем гри і босом Sniper Wolf